# سنترال بارك مظلم (فلم 2021)
سنترال بارك مظلم (بالإنجليزية: Central Park Dark) فيلم إثارة أمريكي لعام 2021، من تأليف وإخراج سيبيل ليك، ومن بطولة توم سيزمور، وسيبل ليك، ومارجريت ريد. الفيلم يعرض أحداث ليلة تتحول إلى كابوس لا ينتهي، عندما يقيم طبيب متزوج علاقة ليلة واحدة مع امرأة غير مستقرة. صدر الفيلم في 2 فبراير 2021.

## طاقم التمثيل
توم سايزمور: في دور توماس وينترز
سيبيل ليك: في دور آنا
مارجريت ريد: في دور بريندا وينترز
ليلي بيترسون: في دور ماندي وينترز
آل ناظميان: في دور فنسنت
روجر راثبورن: في دور جورج
إنغريد رايسون: في دور سوزيت
سيباستيان بوسيك: في دور بيرني
صموئيل شورتلف: في دور د. صموئيل
شاول ستيفنسون: في دور رجل
جون منساه: في دور رجل ثان
نيكول مارون: في دور المذيع
الرماد هورن: في دور مراهق في موقف الحافلات
أنتوني كوبولا: في دور زميل
هيذر كول: في دور أليس
آدي سيلر: في دور آنا (الطفلة)

## أحداث الفيلم
تبدأ الأحداث بلافتة موضوعة على مدخل سنترال بارك، (حديقة كبيرة موجودة في مانهاتن، مدينة نيويورك، الولايات المتحدة. تبلغ مساحتها 3,4 كيلومتر مربع)، كتب عليها ما يوضح ان هذا الموقع كان لقرية صغيرة في مدينة نيويورك اسمها سينيكا أسسها بعض الأمريكيين الأفارقة، ومهاجرين أيرلنديين، واستمر وجودها من 1825 إلى 1857 ثم تم هدمها لإقامة السنترال بارك.
يتصل الدكتور توماس وينترز (توم سايزمور) بزوجته بريندا (مارجريت ريد)، المعالجة النفسانية، ليعتذر عن حضور حفلة معها، لانشغاله بالاستعداد لمؤتمر. يذهب إلى حانة وان كان أقلع عن الخمور منذ عام، حيث يلتقي بصديقته القديمة آنا (سيبيل ليك) التي تقضي وقتها في قراءة الطالع للمارة. يصطحبها لقضاء الليلة في فراشه، وتخبره بعلاقتها الوطيدة بالسنترال بارك، حيث أقام والديها لفترة هناك، حيث كانت أمها تقرأ من مذكرات واحدة من السلف القديم اسمها «سارة ماي». تدعوه في الصباح لنزهة في سنترال بارك، وهناك تبدو تصرفاتها غير متزنة، وتدعي ان امها دفنت شيئاً هناك. يتركها توماس، ولكنها تلحق به، ويقوم بطردها. تثبت آنا ورقة على عامود اضاعة للإعلان عن نفسها كوسيطة روحانية، وتذهب إلى سنترال بارك لعمل نوع من السحر. نكتشف أن آنا كانت مريضة تتلقى جلسات علاج نفسي لدى بريندا زوجة توماس، وتلجأ لها آنا، وتقص عليها قصة عن علاقتها بتوماس دون التصريح باسمه. تعاود آنا مقابلة توماس، وتدعوه لترك زوجته لتنجب منه طفلاً، وتصرح له بحبها، وتخبره بانها مارست معه جزء من الطقوس الخاصة بالسحر الأسود. يطلب منها توماس المغادرة، وتسارع إلى خارج الغرفة، ويسمع صوتها تقول انها سوف تقفز من النافذة، وعندما يصل توماس إلى مكان النافذة لا يجدها، ويهبط إلى الشارع فلا يجد لها أثراً.
رغم أنه من غير الواضح ما إذا كانت آنا على قيد الحياة أم لا. تظهر آنا في أحلامه، وتسمح له بالدخول في سر حول التاريخ الطويل لقوى الظلام في سنترال بارك. بالعمل مع هذه القوى المظلمة، تنتقم آنا من توماس من خلال سلسلة من الطقوس القديمة. بينما يكافح توماس للعودة إلى حياته الطبيعية، ينحدر إلى الظلام.

## الإنتاج
صادف التصوير مشكلة مع المخرجة، وبطلة الفيلم سيبيل ليك، فقد حملت مرتين خلال فترة التصوير، وقالت سيبيل لمجلة اوثورتي: "أن شكل جسمي تغير عدة مرات أثناء التصوير في سنترال بارك المظلم. كنت حاملاً أثناء التصوير الرئيسي وبدأت بالكاد في الظهور. بعد ذلك، عندما كنا نقوم بإعادة التصوير، كنت حاملاً ببطن عملاق لذلك كتبت أساطير جديدة. حتى في وقت لاحق من عملية المونتاج، عندما حان الوقت لإجراء المزيد من التصوير، كنت حاملاً للمرة الثانية وبدأت في الظهور مرة أخرى... أتمنى لو كان لدي مرشد، أو مدير، أو منتج، أو وكيل... أنا ممتنةً لأن توم سايزمور وافق على العمل هذا الفيلم. لقد رأى رؤيتي... وأنا أقدر ذلك.
تم تصوير الفيلم في الغالب في سنترال بارك وقليلًا على الجانب الشرقي من مدينة نيويورك، نيويورك، الولايات المتحدة الأمريكية. قالت المخرجة عن القرية التي نشأ مكانها سنترال بارك: "حقيقةً، كانت القرية مكانًا رائعًا... حصل جميع الناس على مبالغ صغيرة مقابل المغادرة، وكانوا متحمسين واستولت الحكومة على الأرض... الكثير من الأحداث غير واقعي، لأنه فيلم رعب، لكن القرية كانت حقيقية جدًا.
صدر «سنترال بارك مظلم» على امازون وايتونز في 2 فبراير 2021 لصالح شركة أفلام هاي اوكتين، الولايات المتحدة.

## استقبال الفيلم
كتب ادوارد سيلفان في مجلة اوثورتي ماجزين مقالة تحت عنوان «النساء الملهمات في هوليوود: كيف تساعد سيبيل ليك في إحداث ثورة في صناعة الترفيه»، حيث اجرى حوار مع المخرجة ليك، واشاد بعملها.
كتبت ميريديث لوغران في 9 يناير 2021 على موقع جيك انسايدر: «أعادت سيبيل  صياغة سنترال بارك كمكان مظلم لقوات مجهولة. من المؤكد أن سنترال بارك مكان رائع الجمال، لكن سيبيل أرادت أن يحفر فيلمها في أعماق الحديقة - الغابة المحظورة - التي لا يمكن للمرء أن يعرف أنها تقع في وسط مدينة نيويورك».
منح موقع «فيلم ثرت» الفيلم درجة 7/10.
منح 126 من مستخدمي موقع قاعدة بيانات الأفلام على الإنترنت (IMDB) متوسط تصويت 3.2 / 10.

## روابط خارجية
- مقالات تستعمل روابط فنية بلا صلة مع ويكي بيانات